# UTC+4
UTC+4 je vremenska zona koja se koristi:

## Kao standardno vreme (cele godine)
- Azerbejdžan
- Gruzija (Gruzija se pomakla iz zone UTC+4 u zonu UTC+3 dana 27. juna 2004. g.[1], a potom natrag u zonu UTC+4 dana 27. marta 2005)
- Jermenija
- Mauricijus (Mauricijus je samo 2008. izveo probu letnjeg ukaznog vremena[2])
- Oman
- Rusija — Moskovsko vreme (od 27.03.2011, pre toga UTC+3)[3]
  - najveći deo evropskog dela države, uključujući Moskvu, Sankt Peterburg, Rostov na Donu, Novu Zemlju, Zemlju Franje Josifa i sve železnice kroz Rusiju
- Sejšeli
- Ujedinjeni Arapski Emirati

Zavisne teritorije:
- Reinion (Francuska)
- Ostrva Gloriozo (Francuska)
- Ostrva Kroze (Francuska)
- Ostrvo Tromelin (Nenastanjeno) ((Francuska))